# Abrau-Djurso

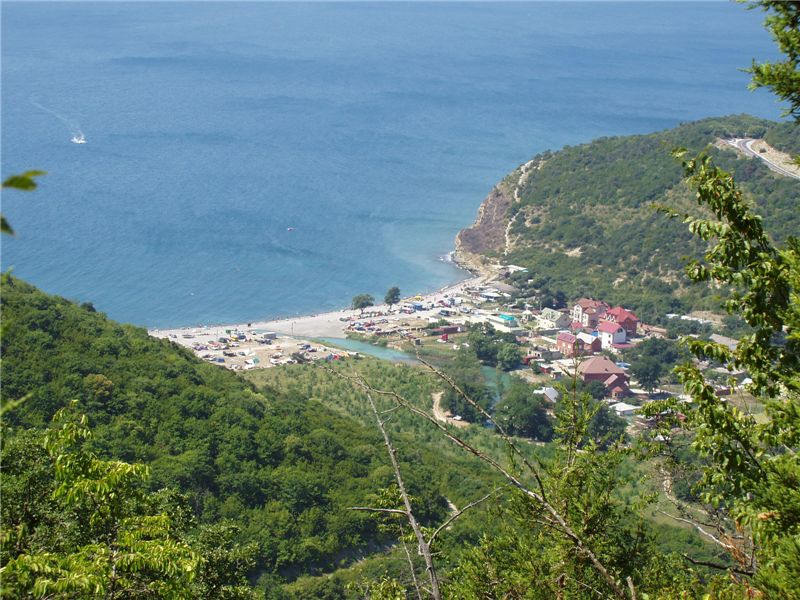
Blick auf Djurso

Abrau-Djurso (russisch Абрау-Дюрсо) ist ein Dorf (Selo) in der Region Krasnodar (Russland) mit 3519 Einwohnern (Stand 14. Oktober 2010). Der Ort gehört zum Stadtkreis Noworossijsk, innerhalb dessen er Verwaltungssitz eines „Landkreises“ (selski okrug) ist. Abrau-Djurso liegt etwa 14 km westlich von Noworossijsk am Abrau-See. Nicht zum Ort zugehörig ist der Hof Djurso an der Mündung des gleichnamigen Flusses einige Kilometer südlich von Abrau-Djurso. Der Ort ist bekannt für seinen Weinbau.

## Geschichte
Die Geschichte des heutigen Ortes beginnt mit der Gründung einer im Besitz der russischen Zarenfamilie befindlichen Weinwirtschaft Anfang der 1870er-Jahre. Der Name wurde von den tscherkessischen Wörtern abrau für ‚Steilhang‘ und djurso für ‚vier Quellen‘ abgeleitet. Zunächst wurden die Rebsorten Riesling und Blauer Portugieser angebaut, später auch Cabernet Sauvignon, Grauburgunder, Traminer und andere. Ende des 19. Jahrhunderts konzentrierte man sich auf die Herstellung von Schaumweinen nach der klassischen Flaschengärungsmethode. 1920 wurde die Weinproduktion verstaatlicht und ein Sowchos gegründet.
Im Deutsch-Sowjetischen Krieg wurde der Ort am 6. September 1942 von der deutschen Wehrmacht eingenommen und am 18. September 1943 von der Roten Armee zurückerobert. 1948 erhielt der Ort den Status einer Siedlung städtischen Typs, den er im Rahmen der Verwaltungsreform in Russland 2006 wieder verlor.

### Bevölkerungsentwicklung
| Jahr | Einwohner |
| ---- | --------- |
| 1959 | 3462      |
| 1970 | 2691      |
| 1979 | 3505      |
| 1989 | 2792      |
| 2002 | 2982      |
| 2010 | 3519      |

Anmerkung: Volkszählungsdaten

## Wirtschaft
In Abrau-Djurso befindet sich die größte Schaumweinkellerei Russlands mit einer Jahresproduktion von 13 Millionen Flaschen (2010). Abrau-Djurso ist zudem ein bekannter Erholungsort.